# Freden i Münster
Freden i Münster var en en traktat mellem de Forenede Nederlande og Spanien, som blev underskrevet i 1648. Det var en milepæl for den Nederlandske republik og en af de afgørende begivenheder i Hollands historie. Med denne traktat opnåede de Forenede Nederlande endeligt at blive uafhængige af Spanien. Traktaten blev indgået som en del af den Westfalske fred, som afsluttede såvel Trediveårskrigen som Firsårskrigen.

## Det hollandske oprør
Det hollandske oprør eller Firsårskrigen (1566–1648) var det oprør, som de syv forenede nederlandske provinser indledte mod de spanske habsburgere.
I begyndelsen havde spanierne held til at nedkæmpe oprøret, men i 1572 erobrede oprørerne  Brielle, hvilket gav oprøret ny næring. I løbet af revolten blev den nordlige del af Nederlandene  de facto uafhængigt og udviklede sig hurtigt til en verdensmagt ved hjælp af deres handelsflåde og området gennemlevede en periode med økonomisk, videnskabelig og kulturel vækst. Samtidig forblev den sydlige del af Nederlandene (vore dages Belgien, Luxembourg og Nordfrankrig) under spansk styre. Trods flere forsøg lykkedes det aldrig hollænderne at fordrive spanierne. I de sidste år af firsårskrigen allierede Frankrig sig med oprørerne og angreb det svækkede Spanien i ryggen. I 1648 var store områder i den sydlige del af Nederlandene blevet erobret af Frankrig, og trods mange militære sejre ønskede Andries Bicker, Cornelis de Graeff og mange andre at indgå fred.

## Forhandlinger og fred
Forhandlingerne mellem de stridende parter begyndte i 1641 i byerne Münster og Osnabrück i  Tyskland.
Selv om den formelt ikke blev anerkendt som et uafhængigt land, fik den hollandske republik lov til at deltage i fredsforhandlingerne, selv Spanien modsatte sig ikke dette. I januar 1646 ankom 8 hollandske repræsentanter (to fra provinsen Holland og en fra hver af de andre seks provinser) til Münster for at indlede forhandlingerne. Den spanske udsending havde fået stor fuldmagter fra den spanske konge Filip 4. som havde ønsket fred i årevis. Den 30. januar 1648 nåede parterne til enighed og en tekst blev sendt til Haag og Madrid for at blive underskrevet. Den 15. maj samme år blev freden indgået. Med denne fred blev Holland anerkendt som et uafhængigt land.
En original kopi af traktaten findes i det hollandske rigsarkiv Rijksarchief i Haag.
- Edsaflæggelsen bed ratifikationen af traktaten i Münster i 1648 (1648) af Gerard ter Borch
- Civilgarden i Amsterdam fejrer freden i Münster (1648) af Bartholomeus van der Helst